# Žeravac
 Ovo je glavno značenje pojma Žeravac. Za druga značenja pogledajte Žeravac (životinja).
Žeravac je naseljeno mjesto u sastavu Grada Dervente, Republika Srpska, BiH.

## Povijest
1881. godine je početak školstva u Žeravcu. 1901. godine osnovana je škola pod starim hrastom, koji i danas postoji.
Žeravačka župa svetog Franje Asiškoga nekad je bila jedna od većih župa u tom kraju i izvor duhovne misli za Hrvate tog područja. 1992. godine prije intenzivna širenja ratnih zbivanja na Žeravac imala je 2.381 vjernika. Padom Bosanske Posavine u ruke srpskih snaga 6. listopada 1992. mnogi su mještani bili prisiljeni otići. Danas župu čine naselja Žeravac, Bosanski Lužani, Grk, Vinska, Višnjik i Vrela ima tek 230 katolika. Župnik intenzivno radi na obnovi župe.

## Poznate osobe
Obiteljski je sa župom Žeravac povezano 16 doktora znanosti: Ivan Gavranić, Roberto Lujić, Mato Artuković, Drago Prgomet, Anto Prgomet, Slavica Prgomet, Ivana Prgomet Šustek, Stjepan Aračić, Pero Aračić (član akademije), Vlado Guberac, Sunčica Guberac, Finka Tomas, Andrija Zirdum, Marijan Šabić i Dražan Kozak.

## Stanovništvo
| Žeravac            |              |              |              |
| godina popisa      | 1991.        | 1981.        | 1971.        |
| Hrvati             | 634 (79,05%) | 747 (82,45%) | 785 (83,86%) |
| Srbi               | 132 (16,45%) | 153 (16,88%) | 147 (15,70%) |
| Muslimani          | 1 (0,12%)    | 0            | 1 (0,10%)    |
| Jugoslaveni        | 17 (2,11%)   | 1 (0,11%)    | 0            |
| ostali i nepoznato | 18 (2,24%)   | 5 (0,55%)    | 3 (0,32%)    |
| ukupno             | 802          | 906          | 936          |

## Poznate osobe
- Blažanov Andrija Zirdum, svećenik, pisac